# ЕНОТ-СД
ЕНОТ-СД — автоматический радиолокационный комплекс, предназначенный для автоматического обнаружения беспилотных воздушных судов взлётной массой от 0.25 кг, их распознаванию с использованием видокамеры и последующему радиоэлектронному подавлению. Система способна классифицировать летающие и наземные движущиеся объекты, попадающие в поле её зрения. Опознаются типы объектов: птица, БПЛА, самолёт, человек и автомобиль. Дополнительной функцией комплекса является снижение угрозы полётам со стороны птиц — информация о распознанных в окрестностях трасс взлёта и посадки самолётов стаях птиц передаётся инженеру-орнитологу, который, в дальнейшем, принимает решение о том, как откорректировать их полёт, если это возможно, или передаёт диспетчерам информацию о необходимости закрытия ВПП.
ЕНОТ-СД разработан НПЦ «ЭЛВИС», известным как производитель процессоров серии «Мультикор». Распознавание объектов на видео осуществляется специализированной программной платформой Kaspersky Antidrone, разработанной «Лабораторией Касперского».

## Применение
В ноябре 2023 года комплекс был установлен в аэропорту Шереметьево.